# Tuba valkyrie
Tuba valkyrie is een slakkensoort uit de familie van de Mathildidae. De wetenschappelijke naam van de soort is voor het eerst geldig gepubliceerd in 1971 door Powell.